# Asturien (Préhistoire)
Cet article concerne la culture préhistorique du nord de la péninsule hispanique. Pour la langue romane des Asturies, voir Asturien.
L’Asturien est une culture Épipaléolithique ou Mésolithique qui s'est développée proche de la côte (maximum 10 km de la mer), dans l'est des Asturies, l'ouest de la Cantabrie et une petite partie du Portugal.

## Début et fin
Des dates ont été établies par Ortiz et al. (2009) à l'aide de mesures du taux de racémisation de l'acide aspartique dans les patelles des amas coquilliers. Pour la grande majorité des sites, l'Asturien commence vers 9500–9300 AP et se termine vers 6000 AP. Mais les sites de Entecueva, Juan de Covera-2, La Cabrera-2 et Carmona indiquent un début vers 9800 à 10200 AP ; et ceux de La Cabrera-2 et de Cordoveganes indiquent une fin vers 5500 AP.
Entre 9500 to 8500 AP, il est contemporain de l'Azilien. Straus (1979) suggère que les mêmes groupes humains pourraient être responsables des deux cultures - mais plusieurs autres auteurs décrivent une transition rapide entre ces deux cultures.

## Principales caractéristiques
Il est caractérisé par le pic asturien, dont on pense qu'il servait à ramasser des coquillages et plus particulièrement à les décoller du rocher (patelles) ; et par la présence de grands amas coquilliers (concheros en espagnol) qui dans certains cas peuvent remplir les grottes jusqu'au plafond.

## Découverte, fouilles, nom
Le premier lieu asturien découvert est la grotte El Penicial, fouillée par Ricardo, alors comte de la Vega del Sella, qui devient plus tard duc d'Estrada. Il fouille aussi les sites de Colomba, d'Arnero, de Leona, Alloru, Fonfria, la Riera (es), Balmora et la Franca (grotte de Mazaculos (es)), situées sur le littoral cantabrique (province d'Oviedo).
En 1925, R. de Serpa Pinto prospecte au Portugal (Ancora) ; et E. Jalhay, qui fouille en Galice, établit le tracé de la ligne de démarcation de la culture asturienne vers le sud, le long du rivage atlantique de la côte ibérique.
Le nom vient de l'archéologue allemand Hugo Obermaier, qui travaillait en Espagne, dans son livre El Hombre fósil (1916, traduit en anglais en 1924).

## Outillage, mode de vie
Le pic asturien est façonné dans du quartzite. Sa longueur moyenne est de 8,5 cm. L'une des extrémités est taillée en pointe. L'usure constatée montre que c'est la pointe qui est utilisée. C'est une exception dans l'outillage lithique de l'époque. Son utilisation la plus probable est de détacher les patelles de leurs rochers. Les outils en os et autres types d'outils à lames sont notablement rares aux alentours des amas coquilliers : quelques poinçons de formes simples et des bois de cerf perforés. Des grattoirs et des racloirs sont également présents.
On trouve aussi des amas coquilliers sur les sites aziliens,  mais la géologie est différente : le silex y est abondant mais pas la quartzite ; de plus les estuaires de rivières y sont plus larges et offrent des moules et des huitres, plus faciles à ramasser et plus appétents que les patelles.
Depuis quelques dizaines d'années un débat a lieu quant à ce que ces sites côtiers asturiens où les pics ont été trouvés, sont utilisés de façon saisonnière ou permanente. Il est suggéré que les fruits de mer sont consommés à la fin de l'hiver et début printemps, quand les autres nourritures sont rares, et que les populations migraient ailleurs pendant le reste de l'année ; mais à ce jour il y a peu de vestiges de sites à l'intérieur des terres (au contraire de l'Azilien et du Magdalénien qui précèdent). Les études de l'isotope de l'oxygène dans les coquillages suggèrent que ces coquillages n'ont pas été ramassés en été, mais ceci ne permet pas de répondre à la question.
Les vestiges de poissons sont également abondants, avec plus de 20 espèces marines sur un des sites.
Le cerf élaphe est le principal gibier, avec le chevreuil, le sanglier, l'aurochs et, plus rare, l'ibex. La région était alors très boisée, ce qui induit le cerf élaphe à adopter un mode de vie plus solitaire que la vie en troupeaux en usage dans les paysages plus ouverts des plaines existant au Magdalénien.
La culture asturienne ne semble pas avoir produit quelque forme d'art, pas même les classiques galets peints aziliens.